# Curva especie-área

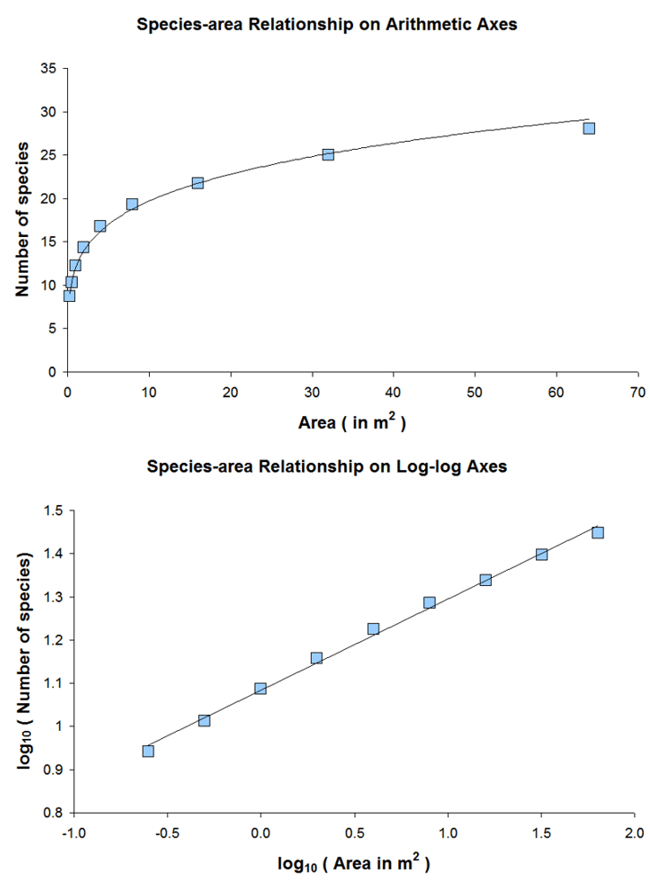
La relación especie-área para un hábitat contiguo.

En ecología, la curva especie-área es la relación entre el área del hábitat, o de parte del hábitat, y el número de especies encontradas dentro de esa área. Las áreas grandes tienden a tener mayor número de especies, y empíricamente, los números relativos parecen seguir relaciones de matemática sistemática. La relación especies-área suele construirse para un solo tipo de organismo, como para todas las plantas vasculares o todas las especies de un nivel trófico específico de un sitio particular. Muy raramente, se construye para todos los tipos de organismos simplemente por la gran cantidad de requerimientos de los datos. Está relacionado, pero no es idéntica con la curva de descubrimiento de especies.
Los ecologos han propuesto un amplio rango de factores que determinen la pendiente y la altura de la relación especies-área. Estos factores incluyen el relativo equilibrio entre la inmigración y extinción, la magnitud y frecuencia de las perturbaciones en áreas pequeñas frente a áreas grandes, las dinámicas de predador-presa y las agrupaciones de individuos de la misma especie como resultado de la limitación de dispersión o heterogeneidad de hábitat. La relación especies-área tiene la reputación de seguir la segunda ley de la termodinámica. En contraste con estas explicaciones "mecanicistas", otros afirman la necesidad de probar si el patrón es simplemente resultado de un proceso estocástico.